# 盧香亭
盧香亭（1880年—1948年）字子馨，直隶河间人。中华民国军事将领。

## 生平
1898年，盧香亭進入保定武备学堂。1907年12月前往日本留学，編入日本陆军士官学校第六期骑兵科。1908年11月毕业回到中國後，钦受举人，在陆军第二镇担任新兵训练教官，后升任营长。
1920年，调往湖北任第二师第五团团长。1923年授陆军少将位，任第二师第三步兵旅旅长。1924年，北京政府派孙传芳率第二师配合其他部队赴福建进攻福建督军王永泉，卢香亭率第二师第三旅为先锋，击败王永泉军。卢香亭因功升为第二师师长。1924年江浙战争时，卢香亭任副总司令（谢鸿勋任总司令）、中路总指挥，率部配合其他部队击败了浙江督军卢永祥。1924年6月10日，授将军府斌威将军。
1925年冬，孙传芳反奉系时，卢香亭被孙传芳任命为第四军司令、五省联军浙军总司令，卢香亭率部攻占奉军驻地浙江、上海等地，并渡过长江追击残敌，在安徽固镇地区击败奉军，俘虏奉军前敌总司令施从滨及官兵一万多人。卢香亭被任命为浙江督军。
1926年，卢香亭升陆军上將。同年，於江西遭国民革命军击败。1926年秋冬，孙传芳在福建、浙江、江西被国民革命军击败，于1927年退至长江以北。卢香亭同奉军张宗昌联合，率两万多人渡过长江反攻，奉军同国民革命军交战时很快溃退，卢香亭部孤军作战，伤亡惨重，撤回徐州。1927年，任安国军第一方面军团训练处处长。1929年東北易幟後隨即下野並寓居天津。
九一八事变后，卢香亭的同学及同僚请其入宋哲元的冀察政务委员会或河北省政府任职，均遭卢香亭拒绝。后来，日本人胁迫邀请卢香亭出任职务，卢香亭乃携家属南下躲避，数年后回到天津。
1948年，卢香亭病逝。